# 아이자와 에이코
아이자와 에이코(相沢栄子)는 《침략! 오징어 소녀》에 등장하는 등장인물이다. 투니버스 더빙판 이름은 '두날개'.

## 소개
아이자와 가의 둘째이자 차녀. 키:156cm 16세이다. 쿠라카마 고등학교에 다니고 있으며 현재 1학년이다.‘레몬’에서는 서빙을 맡고 있다.
오징어 소녀 뿐만이 아니라 주위 모든 캐릭터에 대해 딴죽을 거는 역할. 오징어 소녀가 ‘레몬’의 벽을 부수자 수리 대금을 물어내게 하기 위해 저임금으로 부려먹는다.
언동도 성격도 남자만큼 털털하다. 생각한 대로 거리낌 없이 말하거나 행동하는 편이며 지기 싫어하는 성격이다. 정의감이 강해서 불량한 짓을 하고 있는 사람을 보면 그냥 넘어가지 못하며, 반대로 곤경에 처한 사람을 보면 도와주는 것이 일반적이다.
일단 오징어 소녀를 침략자라고 인식하고는 있지만 위협을 느끼지는 않고, 자기 방에서 오징어 소녀와 함께 자거나 자주 같이 다니고 있다.

## 특징
머리 스타일은 짧은 스트레이트 보브. 주황색 빛이 도는 갈색 머리이다. 머리 모양에 대해 잘못 말했다가는 크게 화를 낸다.
평상복은 티셔츠에 바지를 입는 게 기본으로 스커트는 입지 않는다. 다만 오징어 소녀가 “에이코는 여자로서 잘못되어 있다”고 말했을 때 치즈루도 동조하는 바람에, 억지로 하늘하늘한 옷을 입은 적이 있다(제 119화). 또 첫 번째 여름 축제(제 19화)에서는 평상복으로 나갔지만 두 번째(제146화)에서는 “언니가 날 위해서 사 왔으니까 어쩔 수 없이” 유카타를 입었다.

## 능력
운동 신경은 치즈루만큼은 아니지만 꽤 높은 편이다. 볼링으로 고로에게 이기거나 오징어 소녀의 폭주를 날아차기로 제압하기도 하고(애니메이션 5화 B), 비치발리볼 대회(애니메이션 12화 A)에서는 오징어 소녀의 힘이 컸다고는 하나 우승하는데 힘을 보태기도 했다.
공부는 전체적으로 못하는 편이라 유급을 걱정해야 하는 형편. 특히 수학에 약해서, 수학을 잘하는 오징어 소녀가 “계산 방법이 정해져 있으니까 간단하지 않은가”라고 말하자 굳어져 버리는 정도이다. 영어도 중학교 1학년 수준의 영어회화도 이해하지 못할 뿐 아니라 초등학교 3학년인 타케루에게조차 미치지 못한다.

## 취향
취미는 컴퓨터 게임으로, “게임을 졸업할 때는 인생을 졸업할 때다”라고 단언할 정도이다.
음식에서는 토마토를 싫어해서 먹지 못했지만, 오징어 소녀에게 동정받자 자존심이 발동해서 훌륭히 극복해낸다.

## 주변관계
오징어 소녀와 싸우는 일이 많지만 그녀에게 조언을 해주거나 지상의 문명을 설명해주는 경우도 많아서 오징어 소녀에게 신뢰를 얻고 있다.
아유미에게 상냥하게 대해주고 궁지로부터 구해주기도 했기 때문에 상당히 호감을 얻고 있다.
지기 싫어하는 성격이 화가 되어 험한 꼴을 당하는 경우도 있다. 치즈루가 오징어 소녀를 가게의 간판으로 삼으려고 했을 때에 "오징어 소녀에게 간판 소녀(마스코트)는 양보할 수 없다"고 착각해서 경쟁심을 일으켜서는, 음료수의 출장 판매로 승부를 하는데 아무것도 하지 않고 앉아만 있는 오징어 소녀의 음료수가 더 잘 팔리자 자비를 털어 자기의 상품을 전부 사서까지 이기려 했다. 결국 문자 그대로 가게의 간판에 그려지는 마스코트가 되어버리고 만다.

## 그 외
오징어 소녀가 에이코에 대해 가지고 있는 이미지는 ‘외눈 안드로이드’.
키요미에게는 ‘오징어 소녀의 멋진 둘째 언니’로 인식되고 있다.
《주간 소년 챔피언》의 독자이기도 하다.
혈액형은 O형.

## 오징어 소녀에 대한 호칭
오징어 소녀를 부를 때는 ‘イカ娘 이카무스메[*]’라고 부른다.